# Milkias Maekele
Milkias Maekele, né le 4 septembre 2004, est un coureur cycliste érythréen.

## Biographie
Lors de la saison 2024, il se révèle avec la sélection nationale érythréenne en remportant une étape du Tour d'Algérie ainsi que le Grand Prix d'Annaba. Il obtient également de bons résultats aux Jeux africains et aux championnats d'Afrique. 

## Palmarès et résultats

### Par année
- 2024
  -  Médaillé d'or du contre-la-montre par équipes aux Jeux africains
  - 5e étape du Tour d'Algérie
  - Grand Prix de la Ville d'Annaba
  -  Médaillé d'argent du championnat d'Afrique du contre-la-montre par équipes mixtes
  -  Médaillé d'argent du championnat d'Afrique sur route espoirs
- 2025
  - Grand Prix Sakiat Sidi Youcef
  - 6e étape du Tour d'Algérie
  - 1re étape du Tour d'Iran - Azerbaïdjan

### Classements mondiaux
| Année                                 | 2024 |
| ------------------------------------- | ---- |
| Classement mondial                    | 476e |
| UCI Africa Tour                       | 19e  |
|                                       |      |
| Légende : nc = non classéSource : UCI |      |